# Polyeleos
Der Polyeleos (griechisch Πολυέλεος) ist im byzantinischen Ritus der orthodoxen Kirchen und der katholischen Ostkirchen ein besonders festlicher Abschnitt des Orthros (Matutin) an vielen Sonntagen bzw. der Vigil an den hochrangigen Festtagen. Der Polyeleos markiert einen Höhepunkt des festlichen Stundengebetes, beschließt die Lesungen aus dem Psalter und leitet zur Lesung des Morgenevangeliums über. Seinen Eigennamen (Polyeleos = Viel-Erbarmen) erhielt er vom Kehrvers des Psalms 135 (136), der fester Bestandteil dieses Abschnitts ist – dort heißt es: „ὅτι εἰς τὸν αἰῶνα τὸ ἔλεος αὐτοῦ“ = „denn ewig [währet] sein Erbarmen“.